# Couloir Samson
 (septembre 2013).
Si vous disposez d'ouvrages ou d'articles de référence ou si vous connaissez des sites web de qualité traitant du thème abordé ici, merci de compléter l'article en donnant les références utiles à sa vérifiabilité et en les liant à la section « Notes et références ».

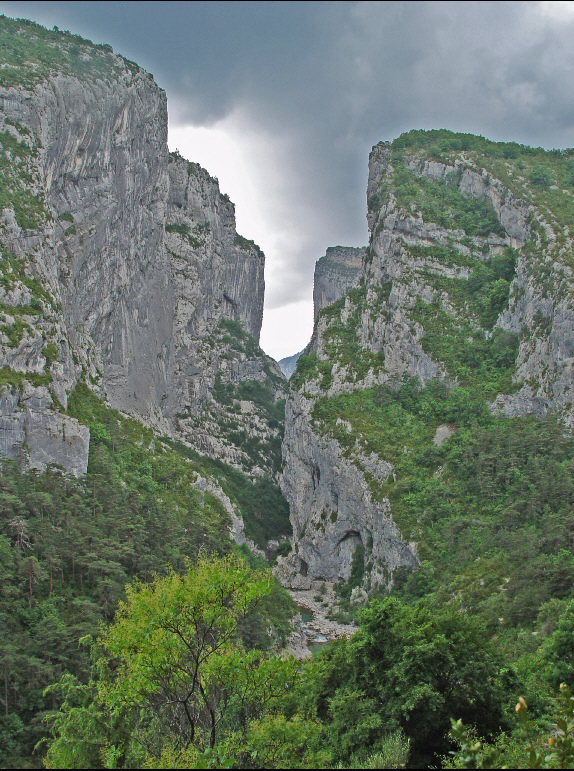
Le couloir Samson, vu du Point-Sublime

Le couloir Samson est le départ de la partie canyon des gorges du Verdon, partie allant jusqu’à l’Imbut. C’est un étroit couloir, d’une largeur maximale de 10 à 12 mètres, dans lequel s’engouffre le Verdon. Un énorme rocher, de plusieurs centaines de tonnes, nommé le « Solitaire » est échoué en plein milieu de cet étroit couloir. 

## Description
Le couloir Samson doit son nom à  une sorte de caryatide, se trouvant sur la falaise gauche (falaise de l’Encastel), en regardant vers l’aval, depuis le Point Sublime ou depuis Rougon (voir photographies). Cette sorte de statue mesure plus de 35 mètres de hauteur.

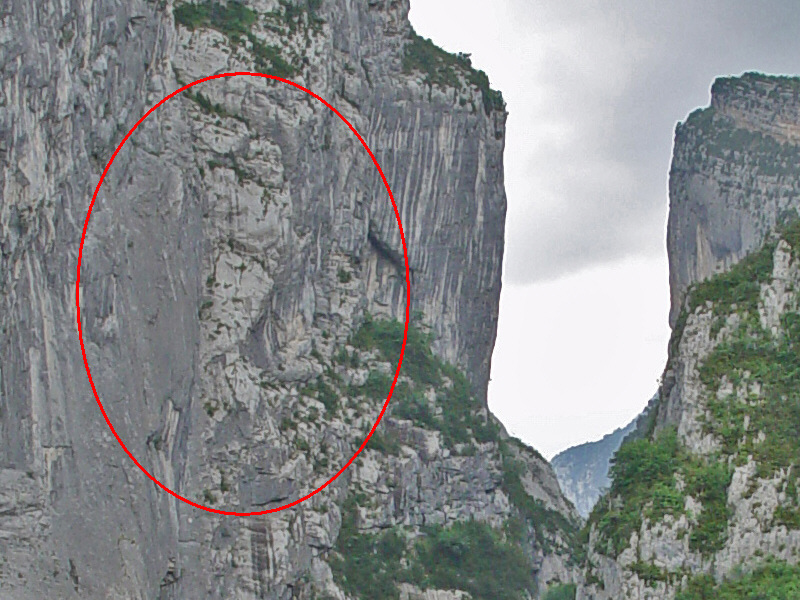
La caryatide, cerclée de rouge
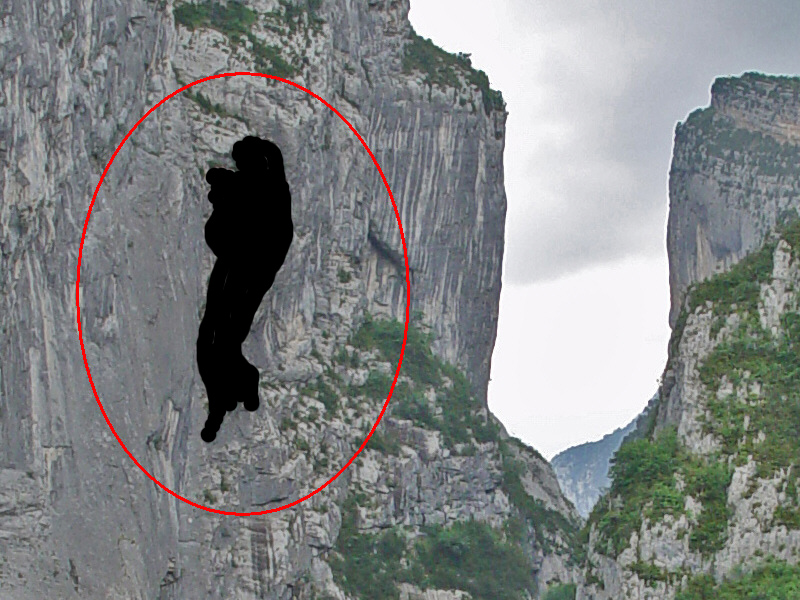
La caryatide, noircie, pour être repérée

Les rives du Verdon sont accessibles en continuant sur la route départementale 952 sur quelques centaines de mètres, après le Point Sublime, puis par la route départementale 326 qui descend à un parking. De là, une portion du sentier Martel permet rejoindre la passerelle du Baou et de descendre en deux ou trois cents mètres jusqu’au bord du Verdon.
Peu après le défilé étroit se trouve la célèbre Baume-aux-Pigeons, cavité creusée dans la roche de la falaise, d’une hauteur de 60 mètres, probablement creusée par le Verdon au cours des siècles.